# Transposición diotrópica

Dyotropic rearrangements De Tipo I (encima) y Tipo II (abajo)

Una reacción diotrópica (del griego dyo, que significa 'dos') es un tipo de reacción orgánica tipo isomerización pericíclica en la que dos enlaces sigma migran simultáneamente intramolecularmente. El tipo de reacción es de cierta relevancia para la química orgánica porque puede explicar cómo ocurren ciertas reacciones y porque es una herramienta sintética en la síntesis de moléculas orgánicas, por ejemplo, en la síntesis total. Fue descrita por primera vez por Manfred T. Reetz en 1971. 
En una reacción de tipo I, dos grupos migratorios intercambian sus posiciones relativas y una reacción de tipo II implica la migración a nuevos sitios de unión sin intercambio posicional.

## Transposiciones Tipo I
En las transposiciones tipo I (conversión Y-A-B-X a X-A-B-Y) los dos grupos migratorios están orientados trans el uno al otro y, como resultado del reordenamiento, migran a lados opuestos. Cyril A. Grob y Saul Winstein informaron el primer ejemplo de una transposición diotrópica que involucra un enlace carbono-carbono. Observaron la interconversión de 2 átomos de bromo en cierto esteroide.
En un ejemplo sencillo, los dos átomos de bromo en 3-terc-butil-trans-1,2-dibromohexano mutarotan por calentamiento. En el estado de transición, ambos átomos de bromo se conectan simétricamente a ambos átomos de carbono en lados opuestos y la reacción es concertada. También se han investigado los mecanismos paso a paso en las reacciones diotrópicas.
Una aplicación importante en síntesis orgánica,  es la conversión de gamma-lactonas 4-sustituidas en butirolactonas. Los transposiciones diotrópicas de tipo I también ocurren alrededor de enlaces carbono-oxígeno, como el equilibrio térmico de RRSi1R3C-O-Si2R3 a RRSi2R3C-O-Si1R3. La reordenación de 1,2-Wittig también puede considerarse un ejemplo de este tipo de reacción. Se encuentran más reacciones diotrópicas que involucran enlaces N-O y enlaces N-N.

## Transposiciones Tipo II
Las transposiciones de tipo II a menudo implican una doble migración de hidrógeno en un esqueleto de carbono. Este tipo de reacción se puede encontrar en ciertas hidrogenaciones de transferencia. Un ejemplo es la transferencia de hidrógeno en disulfonas syn-sesquinorborneno.